# Syzygium lineare
Syzygium lineare là một loài thực vật có hoa trong Họ Đào kim nương. Loài này được (Korth.) Masam. miêu tả khoa học đầu tiên năm 1942.